# Manisa (province)
La province de Manisa (Turc: Manisa ili) est une des 81 provinces de la Turquie. Sa préfecture se trouve dans la ville homonyme de Manisa. L'ancien nom était Saruhan.

## Géographie
Sa superficie est de 13 810 km2.

## Population
En 2013, la province était peuplée d'environ 1 359 463 habitants, soit une densité de population d'environ 98 hab./km2.
| 2000      | 2001      | 2002      | 2003      | 2004      | 2005      | 2006      |
| --------- | --------- | --------- | --------- | --------- | --------- | --------- |
| 1 276 590 | 1 284 241 | 1 290 180 | 1 295 630 | 1 301 542 | 1 307 760 | 1 314 090 |

| 2007      | 2008      | 2009      | 2010      | 2011      | 2012      | 2013      |
| --------- | --------- | --------- | --------- | --------- | --------- | --------- |
| 1 319 920 | 1 316 750 | 1 331 957 | 1 379 484 | 1 340 074 | 1 346 162 | 1 359 463 |

| 2014      | 2015      | 2016      | 2017      | 2018      | 2019      | 2020      |
| --------- | --------- | --------- | --------- | --------- | --------- | --------- |
| 1 367 905 | 1 380 366 | 1 396 945 | 1 413 041 | 1 429 643 | 1 440 611 | 1 450 616 |

| 2021      | 2022      | 2023      | - | - | - | - |
| --------- | --------- | --------- | - | - | - | - |
| 1 456 626 | 1 468 279 | 1 475 716 | - | - | - | - |

## Administration
La province est administrée par un préfet.

## Subdivisions
La province est divisée en 16 districts.